# Ceriana bubulici
Ceriana bubulici är en tvåvingeart som beskrevs av Yang och Cheng 1998. Ceriana bubulici ingår i släktet griffelblomflugor, och familjen blomflugor. Inga underarter finns listade i Catalogue of Life.